# Cora Novoa
Cora Novoa (Ourense, 1984) és una discjòquei i compositora de música electrònica gallega, fundadora del segell discogràfic Seeking the Velvet (SKTVT). També és formadora d'Ableton, curadora musical, locutora i col·laboradora del programa radiofònic El laberinto de Radio 3.

## Trajectòria
Novoa va estar des de molt jove familiaritzada amb la música, ja que va estudiar flauta travessera durant més de 3 anys en el conservatori encara que no va ser fins al cap de descobrir els sintetitzadors quan va unificar les seves dues passions, la música i la informàtica. Per aquesta raó, un cop acabat els estudis d'informàtica, es va formar a Madrid com a tècnica de so.
Està vinculada a la indústria de la música electrònica des de fa més de deu anys, compaginant el seu treball en l'àrea creativa amb la tècnica i la comercial. És docent oficial del programari de generació de música Ableton i va fundar el seu propi segell discogràfic SKTVT l'agost de 2014, sota el nom del qual també distribueix la seva pròpia línia de roba.
El seu debut va ser a Berlín el 2008, encara que ha participat en múltiples edicions del Sónar, el festival de música electrònica a Barcelona. La seva música està categoritzada com a techno melòdic. A part, ha compost peces per a videomapatges, com per exemple la realitzada a l'Exposició Internacional de Milà.

## Obra
- 2010 – The Secret Garden. Natura Sonoris.
- 2015 – Fight Love Faith. Seeking the Velvet.
- 2016 – In Your Mind. Seeking the Velvet.
- 2018 – Mental Diary(Act 1). Seeking the Velvet.
- 2019 – Mental Diary(Act 2). Seeking the Velvet.
- 2020 – The Hive. Citizen Records.

## Reconeixements
- Millor DJ de l'any. VI edició dels Premis de Música Electrònica Vicious Awards.[7]